# Ecnomina kavinia
Ecnomina kavinia là một loài Trichoptera trong họ Ecnomidae. Chúng phân bố ở miền Australasia.